# Mislav Karoglan
Mislav Karoglan (Imoschi, 14 aprile 1982) è un allenatore di calcio ed ex calciatore bosniaco, di ruolo centrocampista.

## Carriera

### Allenatore
Il 12 settembre 2022 subentra a Valdas Dambrauskas sulla panchina dell'Hajduk Spalato. Due giorni dopo, in occasione del derby dell'Adriatico, debutta sulla panchina spalatina nella vittoria interna di campionato ai danni del Rijeka (2-0).
Il 31 dicembre viene sostituito dalla panchina dell'Hajduk da Ivan Leko, conclude la sua avventura nei Bili dopo 8 giornate di campionato (5 vittorie e 3 pareggi) e dopo 2 turni di Coppa di Croazia (entrambi vinti).
L'11 giugno 2023 succede a Gonzalo García la panchina dell'Istria 1961.  Il 23 luglio seguente, in occasione della prima di campionato pareggiata 1-1 in casa della Lokomotiva Zagabria, fa il suo debutto ufficiale sulla panchina dei Puležani. L'8 agosto 2023, due giorni dopo la sconfitta per 6-0 contro il Rijeka, viene sollevato da tale incarico. Il 23 ottobre seguente fa il suo ritorno nell'Hajduk Spalato succedendone la panchina a Ivan Leko. L'8 aprile 2024, in seguito ad una serie di risultati negativi, tra cui ultima in ordine cronologico la sconfitta in casa del Rijeka (1-0), rescinde consensualmente il contratto con il club spalatino. 
Il 5 agosto seguente viene ufficializzato come nuovo tecnico del Sheriff Tiraspol.

## Palmarès

### Giocatore
- Coppa della Bosnia ed Erzegovina: 1

Široki Brijeg: 2006-2007
- Coppa del Singapore: 1

Warriors: 2012